# زبان ازبکی شمالی
زبان ازبکی شمالی نوعی از زبان ازبکی است و از شاخه زبان‌های ترکی‌تبار می‌باشد. به این نوع از زبان ازبکی در ازبکستان و جمهوری خلق چین سخن گفته می‌شود.